# Sri-lankische Cricket-Nationalmannschaft in England in der Saison 2016
Die Tour der sri-lankischen Cricket-Nationalmannschaft nach England in der Saison 2016 fand vom 19. Mai bis zum 5. Juli 2016 statt. Die internationale Cricket-Tour war Bestandteil der Internationalen Cricket-Saison 2016 und umfasst drei Tests, fünf ODIs und ein Twenty20. England gewann die Testserie 2-0, die ODI-Serie 3-0 und das Twenty20.

## Vorgeschichte
Für beide Teams war es die erste Tour der Saison. Die letzte Tour der beiden Mannschaften gegeneinander fand in der Saison 2014 in England statt. Der sri-lankische Wicket-Keeper Batsmen Kusal Perera fehlte während der Tests, da er im November auf Grund eines Dopingvergehens bei der Tour der West Indies im Rahmen der Tour in Neuseeland gesperrt wurde. Kurz vor der Tour wurde jedoch bekannt, dass nicht ausgeschlossen werden konnte, dass die gefundene Dopingsubstanz in der Urinprobe des Sportlers natürlichen Ursprungs sei bzw. das sie sich nach der Abgabe der Probe erst entwickelt habe. Daraufhin wurden alle Vorwürfe gegen den Spieler fallen gelassen.

## Stadien
Die folgenden Stadien wurden für die Tour als Austragungsort vorgesehen und am 25. August 2015 festgelegt.
| Stadion                  | Stadt             | Kapazität | Spiele  |
| ------------------------ | ----------------- | --------- | ------- |
| Edgbaston Cricket Ground | Birmingham        | 24.803    | 2. ODI  |
| Bristol County Ground    | Bristol           | 17.500    | 3. ODI  |
| Sophia Gardens           | Cardiff           | 15.643    | 5. ODI  |
| Emirates Durham          | Chester-le-Street | 17.000    | 2. Test |
| Trent Bridge             | Nottingham        | 15.350    | 1. ODI  |
| Headingley Stadium       | Leeds             | 17.000    | 1. Test |
| The Oval                 | London            | 23.500    | 4. ODI  |
| Lord’s Cricket Ground    | London            | 30.000    | 3. Test |
| Rose Bowl                | Southampton       | 6.500     | 1. T20  |

## Kaderlisten
Sri Lanka benannte seinen Test-Kader am 27. April, seinen ODI-Kader am 8. Juni und seinen Twenty20-Kader am 4. Juli 2016. 
England benannte seinen Test-Kader am 12. Mai, seinen ODI- und Twenty20-Kader am 13. Juni 2016.
| Test | Test | ODI | ODI | Twenty20 | Twenty20 |
| England | Sri Lanka | England | Sri Lanka | England | Sri Lanka |
| --- | --- | --- | --- | --- | --- |
| - Alastair Cook (K) - Joe Root (VK) - Moeen Ali - James Anderson - Jonny Bairstow (wk) - Jake Ball - Stuart Broad - Nick Compton - Steven Finn - Alex Hales - Ben Stokes - James Vince - Chris Woakes | - Angelo Mathews (K) - Dinesh Chandimal (VK & wk) - Dushmantha Chameera - Chaminda Bandara - Dhananjaya de Silva - Niroshan Dickwella - Shaminda Eranga - Rangana Herath - Dimuth Karunaratne - Suranga Lakmal - Kusal Mendis - Dilruwan Perera - Kusal Perera - Nuwan Pradeep - Dhammika Prasad - Dasun Shanaka - Kaushal Silva - Milinda Siriwardana - Lahiru Thirimanne | - Eoin Morgan (K) - Jos Buttler (VK & wk) - Jonny Bairstow - Steven Finn - Alex Hales - Chris Jordan - Moeen Ali - Liam Plunkett - Adil Rashid - Joe Root - Jason Roy - James Vince - David Willey - Chris Woakes | - Angelo Mathews (K) - Dinesh Chandimal (VK & wk) - Chaminda Bandara - Dhananjaya de Silva - Niroshan Dickwella - Shaminda Eranga - Danushka Gunathilaka - Suraj Randiv - Suranga Lakmal - Farveez Maharoof - Kusal Mendis - Kusal Perera - Nuwan Pradeep - Seekkuge Prasanna - Dasun Shanaka - Milinda Siriwardana - Upul Tharanga - Lahiru Thirimanne | - Eoin Morgan (K) - Jos Buttler (VK & wk) - Jonny Bairstow - Sam Billings - Liam Dawson - Chris Jordan - Dawid Malan - Tymal Mills - Liam Plunkett - Adil Rashid - Jason Roy - James Vince - David Willey | - Angelo Mathews (K) - Dinesh Chandimal (VK & wk) - Chaminda Bandara - Dhananjaya de Silva - Niroshan Dickwella - Danushka Gunathilaka - Suraj Randiv - Suranga Lakmal - Farveez Maharoof - Kusal Mendis - Kusal Perera - Nuwan Pradeep - Seekkuge Prasanna - Ramith Rambukwella - Dasun Shanaka - Milinda Siriwardana |

## Tour Matches
| 8. – 10. Mai Scorecard | Chelmsford | Sri Lankans 254 (63) & 42-2 (13) | – | Essex 412-4 (100) |
|                        |            | Remis                            |   |                   |

| 13. – 15. Mai Scorecard | Leicester | Sri Lankans 367 (97.1) & 200-4d (50.2) | – | Leicestershire 375-5d |
|                         |           | Remis                                  |   |                       |

### ODIs in Irland
| 16. Juni Scorecard | Dublin | Sri Lanka 303-7 (50)                       | – | Irland 216 (40.4) |
|                    |        | Sri Lanka gewinnt mit 76 Runs (D/L method) |   |                   |

| 18. Juni Scorecard | Dublin | Sri Lanka 377-8 (50)           | – | Irland 241 (45) |
|                    |        | Sri Lanka gewinnt mit 136 Runs |   |                 |

## Tests

### Erster Test in Leeds
| 19. – 21. Mai Scorecard | Leeds | England 298 (90.3)                            | – | Sri Lanka 91 (36.4) & 119 (35.3) (f/o) |
|                         |       | England gewinnt mit einem Innings und 88 Runs |   |                                        |

### Zweiter Test in Chester-le-Street
| 27. – 30. Mai Scorecard | Chester-le-Street | England 489-9d (132) & 80-1 (23.2) | – | Sri Lanka 101 (43.3) & 475 (128.2) (f/o) |
|                         |                   | England gewinnt mit 9 Wickets      |   |                                          |

Der englische Opening Batsman und Kapitän Alastair Cook gelang im zweiten Innings der insgesamt 10.000 Test-Run seiner Karriere. Er ist der jüngste von zwölf Spielern den dieser Meilenstein gelang.

### Dritter Test in London
| 9. – 13. Juni Scorecard | London (Lord’s) | England 416 (128.4) & 233-7d (71) | – | Sri Lanka 288 (95.1) & 78-1 (24.2) |
|                         |                 | Remis                             |   |                                    |

Der englische Bowler James Anderson wurde auf Grund schlechten Verhaltens vom Weltverband ICC verwarnt.

## One-Day Internationals

### Erstes ODI in Nottingham
| 21. Juni Scorecard | Nottingham | England 286-8 (50) | – | Sri Lanka 286-9 (50) |
|                    |            | Unentschieden      |   |                      |

### Zweites ODI in Birmingham
| 24. Juni Scorecard | Birmingham | Sri Lanka 254-7 (50)           | – | England 256-0 (34.1) |
|                    |            | England gewinnt mit 10 Wickets |   |                      |

### Drittes ODI in Bristol
| 26. Juni Scorecard | Bristol | Sri Lanka 248-9 (50) | – | England 16-1 (4) |
|                    |         | No Result            |   |                  |

### Viertes ODI in London
| 29. Juni Scorecard | London (The Oval) | Sri Lanka 305-5 (42/42)                    | – | England 309-4 (40.1/42) |
|                    |                   | England gewinnt mit 6 Wickets (D/L method) |   |                         |

### Fünftes ODI in Cardiff
| 2. Juli Scorecard | Cardiff | England 324-7 (50)           | – | Sri Lanka 202 (42.4) |
|                   |         | England gewinnt mit 122 Runs |   |                      |

## Twenty20 Internationals

### Erstes Twenty20 in Southampton
| 5. Juli Scorecard | Southampton | Sri Lanka 140 (20)            | – | England 144-2 (17.3) |
|                   |             | England gewinnt mit 8 Wickets |   |                      |

## Statistiken
Die folgenden Cricketstatistiken wurden bei dieser Tour erzielt.

### Tests
| Tests          | Tests      | Tests   | Tests   | Tests   | Tests   | Tests   | Tests   | Tests   |
| Batting        | Batting    | Batting | Batting | Batting | Batting | Batting | Batting | Batting |
| Spieler        | Mannschaft | Spiele  | Innings | Runs    | Average | HS      | 100s    | 50s     |
| -------------- | ---------- | ------- | ------- | ------- | ------- | ------- | ------- | ------- |
| Jonny Bairstow | England    | 3       | 4       | 387     | 129,00  | 167*    | 2       | 0       |
| Alex Hales     | England    | 3       | 5       | 292     | 58,40   | 94      | 0       | 3       |
| Alastair Cook  | England    | 3       | 5       | 212     | 70,66   | 85      | 0       | 1       |
| Kaushal Silva  | Sri Lanka  | 3       | 6       | 193     | 32,16   | 79      | 0       | 2       |
| Moeen Ali      | England    | 3       | 4       | 189     | 63,00   | 155*    | 1       | 0       |
| Bowling        |            |         |         |         |         |         |         |         |
| Spieler        | Mannschaft | Spiele  | Overs   | Wickets | Average | BBI     | 5W      | 10W     |
| James Anderson | England    | 3       | 96.4    | 21      | 10,80   | 5/16    | 3       | 1       |
| Stuart Broad   | England    | 3       | 94      | 12      | 24,58   | 4/21    | 0       | 0       |
| Nuwan Pradeep  | Sri Lanka  | 3       | 96      | 10      | 31,60   | 4/107   | 0       | 0       |
| Chris Woakes   | England    | 2       | 53.3    | 8       | 18,75   | 3/9     | 0       | 0       |
| Steven Finn    | England    | 3       | 59      | 7       | 28,14   | 3/26    | 0       | 0       |
| Rangana Herath | Sri Lanka  | 3       | 106.3   | 7       | 43,28   | 4/81    | 0       | 0       |

### One-Day Internationals
| ODIs             | ODIs       | ODIs    | ODIs    | ODIs    | ODIs    | ODIs    | ODIs    | ODIs    |
| Batting          | Batting    | Batting | Batting | Batting | Batting | Batting | Batting | Batting |
| Spieler          | Mannschaft | Spiele  | Innings | Runs    | Average | HS      | 100s    | 50s     |
| ---------------- | ---------- | ------- | ------- | ------- | ------- | ------- | ------- | ------- |
| Jason Roy        | England    | 5       | 5       | 316     | 105,33  | 162     | 2       | 0       |
| Dinesh Chandimal | Sri Lanka  | 5       | 5       | 267     | 53,40   | 63      | 0       | 4       |
| Angelo Mathews   | Sri Lanka  | 5       | 5       | 253     | 63,25   | 73      | 0       | 3       |
| Jos Buttler      | England    | 5       | 3       | 180     | 90,00   | 93      | 0       | 2       |
| Joe Root         | England    | 5       | 4       | 171     | 57,00   | 93      | 0       | 2       |
| Bowling          |            |         |         |         |         |         |         |         |
| Spieler          | Mannschaft | Spiele  | Overs   | Wickets | Average | BBI     | 5W      | 10W     |
| David Willey     | England    | 5       | 46.4    | 10      | 26,80   | 4/34    | 0       | 0       |
| Liam Plunkett    | England    | 5       | 46      | 10      | 27,10   | 3/44    | 0       | 0       |
| Adil Rashid      | England    | 5       | 49      | 6       | 38,00   | 2/34    | 0       | 0       |
| Suranga Lakmal   | Sri Lanka  | 5       | 34      | 5       | 41,40   | 2/65    | 0       | 0       |
| Chris Woakes     | England    | 5       | 46      | 5       | 45,40   | 3/34    | 0       | 0       |
| Nuwan Pradeep    | Sri Lanka  | 5       | 31      | 5       | 46,40   | 2/64    | 0       | 0       |

### Twenty20s
| Twenty20             | Twenty20   | Twenty20 | Twenty20 | Twenty20 | Twenty20 | Twenty20 | Twenty20 | Twenty20 |
| Batting              | Batting    | Batting  | Batting  | Batting  | Batting  | Batting  | Batting  | Batting  |
| Spieler              | Mannschaft | Spiele   | Innings  | Runs     | Average  | HS       | 100s     | 50s      |
| -------------------- | ---------- | -------- | -------- | -------- | -------- | -------- | -------- | -------- |
| Jos Buttler          | England    | 1        | 1        | 73       |          | 73*      | 0        | 1        |
| Eoin Morgan          | England    | 1        | 1        | 47       |          | 47*      | 0        | 0        |
| Danushka Gunathilaka | Sri Lanka  | 1        | 1        | 26       | 26,00    | 26       | 0        | 0        |
| Dinesh Chandimal     | Sri Lanka  | 1        | 1        | 23       | 23,00    | 23       | 0        | 0        |
| Kusal Mendis         | Sri Lanka  | 1        | 1        | 21       | 21,00    | 21       | 0        | 0        |
| Bowling              |            |          |          |          |          |          |          |          |
| Spieler              | Mannschaft | Spiele   | Overs    | Wickets  | Average  | BBI      | 5W       | 10W      |
| Liam Dawson          | England    | 1        | 4        | 3        | 9,00     | 3/27     | 0        | 0        |
| Chris Jordan         | England    | 1        | 4        | 3        | 9,66     | 3/29     | 0        | 0        |
| Angelo Mathews       | Sri Lanka  | 1        | 4        | 2        | 13,50    | 2/27     | 0        | 0        |
| Liam Plunkett        | England    | 1        | 4        | 2        | 13,50    | 2/27     | 0        | 0        |

## Auszeichnungen

### Player of the Series
Als Player of the Series wurden die folgenden Spieler ausgezeichnet.
| Serie | Player of the Series         |
| ----- | ---------------------------- |
| Test  | Jonny Bairstow Kaushal Silva |
| ODI   | Jason Roy                    |

### Player of the Match
Als Player of the Match wurden die folgenden Spieler ausgezeichnet.
| Spiel   | Player of the Match |
| ------- | ------------------- |
| 1. Test | Jonny Bairstow      |
| 2. Test | James Anderson      |
| 3. Test | Jonny Bairstow      |
| 1. ODI  | Chris Woakes        |
| 2. ODI  | Jason Roy           |
| 4. ODI  | Jason Roy           |
| 5. ODI  | Jos Buttler         |